# François-Henri Jolivet
Pour les articles homonymes, voir Jollivet et Jolivet.
François Henri Jolivet (né le 1er août 1875 à Paris ou il est mort le 31 octobre 1955) est un poète ouvrier, chansonnier pacifiste et libertaire.

## Biographie
Il naît dans le 4e arrondissement de Paris de père ferblantier et de mère giletière. Il est placé à la campagne où sa nourrice l’accroche emmailloté à un clou au mur avec ses frères de lait. Il en gardera une déviation à l'épaule.
Cela ne l'empêcher pas de devenir livreur avec sa charrette à bras, et c'est en parcourant les rues de Paris qu'il compose ses premières chansons. À 17 ans, il commence à se produire sur scène, fait partie d'une association de chansonniers amateurs à la Bellevilloise. Pendant la guerre il fait partie de la goguette "La Muse Rouge". Il participe aux fêtes ouvrières à la "Vache Enragée" de Montmartre, et aux rendez-vous pacifistes de "La Patrie Humaine", etc. Dans les années 1920, il fréquente le "Musée du Soir" créé par Henry Poulaille qui préfacera un recueil de ses "Chansons Sociales et Satiriques" (édité en 1956). Encouragé par Édith Piaf, il se produira encore dans les cabarets de Montmartre jusqu'à la fin de sa vie, le 31 octobre 1955.

## Principales œuvres
Son œuvre comporte entre 700 et 800 chansons et monologues.

### Papiers à cul[2]
[...]
Quand des grandes élections,
Nous traversons la période,
J'entasse des provisions
Plein ma commode
Aux candidats les plus divers,
J'accorde les honneurs insignes
En acheminant leur nom vers
La seule urne dont ils sont dignes.
(refrain)
Papiers à cul
Papiers à cul
Lorsque vous faites défaut à mes poches
Je vous paierais par crainte d'anicroche
D'un bel écu,
Papiers à cul.